# 진안군 (중국)
진안군(晉安郡)은 서진 시대에 신설하여 진 시대까지 존재했던 중국의 옛 군이다. 지금의 푸젠성 푸저우시 일대를 관할하였으며 당나라 시대에 군명이 장악군(長樂郡)으로 바뀌었다.

## 서진, 동진
282년(태강 3년)에 건안군의 동부 해안 지역을 분리하여 신설했다. 8현 4,300호를 거느렸다. 291년(원강 원년) 양주에서 강주가 신설됨에 따라 강주로 소속이 바뀌었다. 남안군이 분리 신설되기 전까지 푸젠성 해안 지역의 도시들과 룽옌시 대부분의 지역을 관할했다.
| 현명   | 한자   | 대략적 위치                      | 비고 |
| ------ | ------ | -------------------------------- | --- |
| 원풍현 | 原豐縣 | 푸저우시                         | 282년 후관현을 원풍현으로 개명하였다. |
| 신라현 | 新羅縣 | 룽옌시 창팅현 북동               | |
| 완평현 | 宛平縣 | 미상                             | |
| 동안현 | 同安縣 | 샤먼시 퉁안구                    | |
| 후관현 | 候官縣 | 푸저우 시                        | 282년 서진에서 폐지되었던 건안전선교위(典船校尉)를 부활시켰다. 그리고 후관도위라는 관직이 존재했기 때문에 진서에서 현으로 기록되어 있다. |
| 나강현 | 羅江縣 | 닝더시 푸안시 새기진 남안촌 일대 | 본래 임해군에 소속되있었다가 서진 무제 때 본군으로 이관되었다.                                                                           |
| 진안현 | 晉安縣 | 취안저우시 펑쩌구 북봉가도 일대  | |
| 온마현 | 溫麻縣 | 푸저우시 샤푸현 사강진           | 283년(태강 4년) 온마선둔(溫麻船屯)에서 신설되었다.                                                                                       |

## 유송
5현 2,843호 19,838명을 거느렸다.
| 현명   | 한자   | 종류       | 비고 |
| ------ | ------ | ---------- | ---- |
| 후관현 | 候官縣 | 구상(口相) |      |
| 원풍현 | 原豐縣 | 령(令)     |      |
| 진안현 | 晉安縣 | 남상(男相) |      |
| 나강현 | 羅江縣 | 남상(男相) |      |
| 온마현 | 溫麻縣 | 령(令)     |      |

## 남제
유송대와 영현은 같았다.

## 남량
남부 지역이 양안군으로 분리되었다. 그리고 난핑시 일대가 본군의 관할로 이관되었다.

## 남진
신설된 민주(閩州)로 소속이 이관되었다. 민주가 풍주(豊州)로 이름이 바뀌자 풍주로 소속이 바뀌었다.

## 수
수나라가 진을 멸망시킨 이후 진안군을 폐지하고 건안군에 통폐합시켰으며 군의치소가 있던 원풍현은 600년(개황 20년)에 민현(閩縣)으로 개명했다. 그리고 민현에 군의 치소를 두었다.

## 당
정관 초에 진안군을 주로 복구하면서 이름을 천주(泉州)로 바꿨다. 711년(경운 2년) 천주를 민주(閩州)로 개명했고 도독부를 두었다. 이 도독부는 민주, 천주, 건주, 장주, 호주를 통치했다.
725년(개원 13년) 민주를 지금의 이름인 복주로 바꾸고 도독부를 폐한 대신 경약사(經略使)를 두었다. 734년(개원 22년) 장주, 호주를 경약사의 관할 지역에서 제외했다. 천보초에 영남도에서 강남동도로 소속을 옮기고 군명을 장악군(長樂郡)으로 바꿨다. 758년(건원 원년)에 도독부를 복구했다. 천보연간기준으로 8현 34,084호 75,876명이 살았다.
| 현명   | 한자   | 현급 | 대략적 위치                           | 비고 |
| ------ | ------ | ---- | ------------------------------------- | --- |
| 민현   | 閩縣   | 望   | 푸저우시                              | |
| 후관현 | 候官縣 | 緊   | 푸저우시 동                           | |
| 장악현 | 長樂縣 | 上   | 푸저우시 창러구 남                    | |
| 복당현 | 福唐縣 | 上   | 푸저우시 푸칭시                       | 699년(성력 2년), 장악현에서 만안현(萬安縣)을 분리 신설했다. 742년(천보 원년), 만안현에서 지금의 이름으로 바꿨다. 소금이 생산된다. 현북동쪽 18리거리에 627년(정관 원년)에 만들어진 재당(材塘)이 있다. |
| 연강현 | 連江縣 | 上   | 푸저우시 롄장현                       | 623년(무덕 6년) 민현에서 폐지된 온마현을 복구했는데 동년에 지금의 이름으로 개명했다. |
| 장계현 | 長溪縣 | 中下 | 닝더시 샤푸현 기미비(岐尾鼻)          | 623년 설치되었다. 동년에 연강현에 통폐합되었다가 702년(장안 2년)에 복구되었다. 소금이 난다. |
| 고전현 | 古田縣 | 中下 | 닝더시 구톈현 동쪽 구톈 저수지 남서쪽 | 741년(당 현종 개원 29년), 개산동(開山洞)이 현으로 승격되었다. |
| 매계현 | 梅溪縣 | 中   | 미상                                  | 627년 후관현에서 분리 신설되었다. |
| 영태현 | 永泰縣 | 中   | 푸저우시 융타이현                     | 861년(함통 2년) 연강현과 민현에서 분리 신설했다. |
| 우계현 | 尤溪縣 | 中下 | 푸저우시 유시 현                      | 741년(개원 29년) 개산동(開山洞)을 현으로 격상시켰다. 철광석, 구리, 은이 채굴된다. |